# ビューニュ

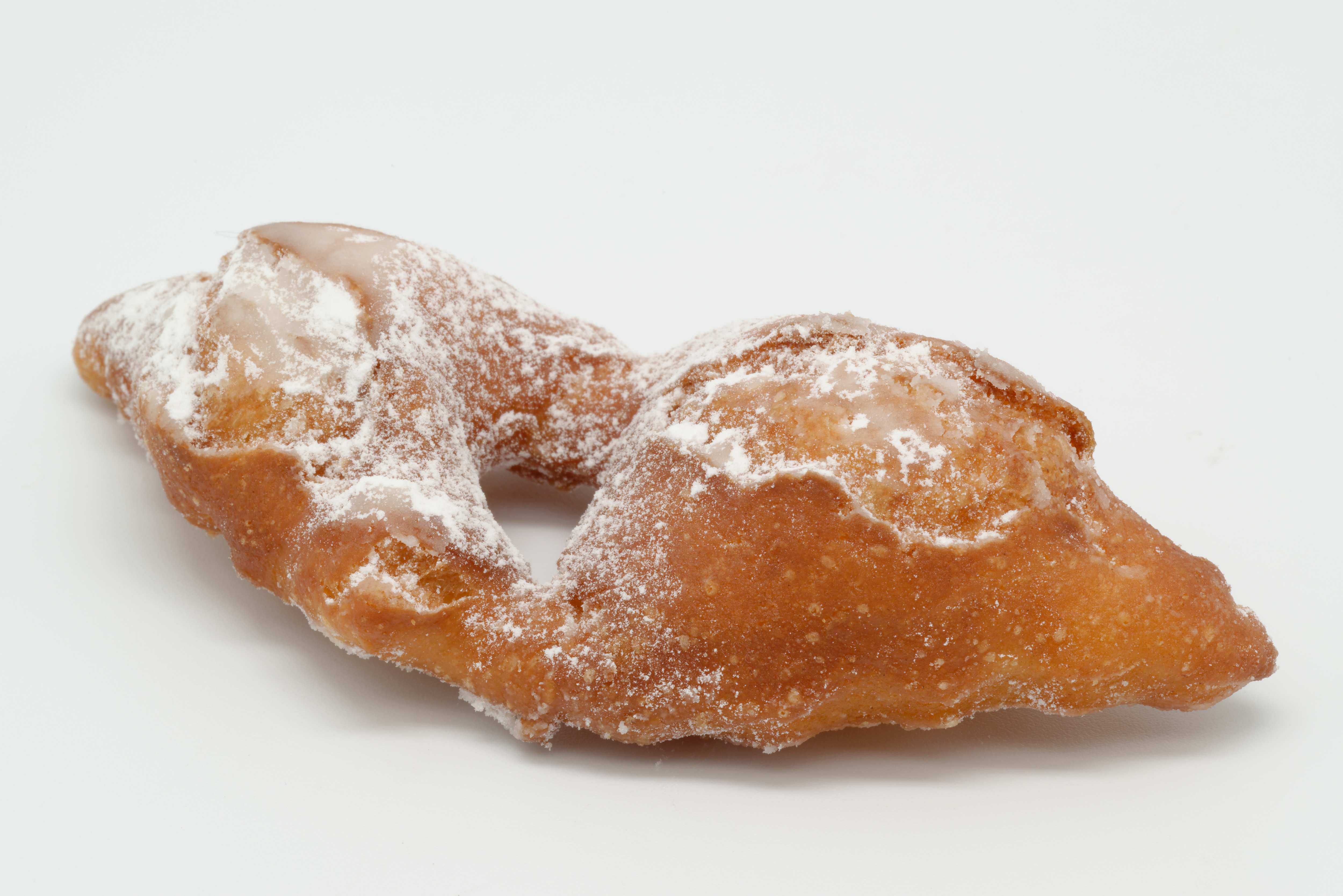
ビューニュの例

ビューニュ（フランス語: bugne）はフランス・リヨン名物の揚げ菓子。
ベニエの一種であり、ベニエはフランスの各地方と家庭でそれぞれ名前が付けられている（下記、#関連項目参照）。リヨン周辺やオーヴェルニュ地域圏のベニエがビューニュである。毎年の謝肉祭には欠かせない菓子。生地の甘さは控えめで粉砂糖を振って食する。
イースト菌を使用して発酵させて作るビューニュもあれば、ベーキングパウダーを使用して膨らませるビューニュもある。カリカリした食感のものから、ベーキングパウダーを使ってふわふわの食感のものまで、いろいろなビューニュがある。
菱形や長方形に生地を切って、手綱風に揚げるのが特徴である。

## 別名
各国の料理では、ビューニュは次のように呼ばれている。
- イタリア語 : chiacchiere (おしゃべりの意), bugie (嘘の意), cenci (ぼろきれの意), crostoli, frappe, galani, grostoli, sfrappole, nocche
- イディッシュ語 : כרוסט
- ウクライナ語 : вергуни
- ウズベク語 : qush tili(鳥の舌の意)
- 英語 : Angel wings
- ギリシャ語 : δίπλες
- クロアチア語 : krostole, kroštule
- スペイン語 : pestiños
- スウェーデン語 : klenäter
- スロバキア語 : fánka, čeregi
- スロベニア語 : flancati
- タタール語 : кош теле (鳥の舌の意)
- チェコ語 : boží milosti
- チリスペイン語 : calzones rotos(破れたパンティーの意)
- デンマーク語 : klejner
- ドイツ語 : Fasnachtschüechli, Raderkuchen, Mutzenblätter
- ノルウェー語 : fattigmann (貧しい人の意)
- バシキール語 : ҡош теле (鳥の舌の意)
- ハンガリー語 : csöröge fánk,forgácsfánk
- フランス語 : bugnes, merveilles, oreillettes
- ブルガリア語 : фаворки
- ベラルーシ語 : хрушчыかфаворкі
- ポーランド語 : faworki, chruściki, chrusty
- ポルトガル語 : orelha de gato, cueca virada, filhós, coscorão, cavaquinho, crostoli
- マルタ語 : xkunvat
- ラディーノ語 : fiyuelas, fazuelos
- ラトガリア語 : žagareni
- ラトビア語 : žagariņi, zaķauši (ウサギの耳の意)
- リトアニア語 : žagarėliai (小枝、棒の意)
- ルーマニア語 : minciunele, uscatele, regionally: cirighele
- ロシア語 : хворост (小枝、棒の意)